# Ívar Ingimarsson
Ívar Ingimarsson (* 20. August 1977 in Reykjavík) ist ein ehemaliger isländischer Fußballspieler. Der Innenverteidiger und 30-fache Nationalspieler war von 1999 bis zu seinem Karriereende 2012 in England aktiv und spielte davor kurzzeitig in seinem Heimatland.

## Sportlicher Werdegang
Ívar Ingimarsson entwickelte sich zum Ende der 1990er-Jahre in der isländischen Heimat zunächst bei Valur Reykjavík und später bei ÍBV Vestmannaeyjar zu einem der hoffnungsvollsten Talente des Landes und versuchte sich nach 90 Ligaspielen im Oktober 1999 auf Leihbasis beim englischen Viertligisten Torquay United. Gleich bei seinem Debüt gegen den damaligen Tabellenführer FC Barnet schoss er ein Tor zum 2:1-Sieg und der einmonatige Test im englischen Fußball mündete im November 1999 in eine Festanstellung beim Drittligisten FC Brentford. Bis zum Ende der Saison 2001/02 war Ívar fester Bestandteil der Innenverteidigung der „Bees“, bestritt 113 Ligapartien für den Klub und wechselte dann eine Spielklasse nach oben zu den Wolverhampton Wanderers. In der Mannschaft, der in der Saison 2002/03 der Aufstieg in die Premier League gelang, kam er jedoch nur sporadisch zum Einsatz, bestritt die letzten Partien der Spielzeit ab Februar 2003 auf Leihbasis für den Ligakonkurrenten Brighton & Hove Albion und zog dann bereits im Oktober 2003 weiter zum Zweitligisten FC Reading.
Gemeinsam mit Ibrahima Sonko bildete der kopfball- und zweikampfstarke Ívar fortan unter Trainer Steve Coppell eine der besten zentralen Abwehrverbünde der Football League Championship. Nach knapp drei Jahren gelang Ívar mit den „Royals“ der erstmalige Erstligaaufstieg in der Vereinsgeschichte, was im Oktober 2006 und später im Juli 2007 mit jeweils einem neuen Dreijahresvertrag belohnt wurde. Zwei Jahre verbrachte Ívar mit dem FC Reading in der Premier League und nach einer weiteren Zweitligasaison 2008/09 beförderte ihn der damals frisch angestellte Trainer Brendan Rodgers zum Mannschaftskapitän. Zum Ende der Saison 2009/10 verlängerte der FC Reading mit Ívar Ingimarsson, der mittlerweile über 250 Pflichtspiele für den Klub angesammelt hatte, den Vertrag um ein weiteres Jahr.

## Isländische Nationalmannschaft
Ívar Ingimarsson spielte zwischen 1998 und 2007 insgesamt 30-mal im isländischen Fußballnationalteam.